# Радіо 86РК

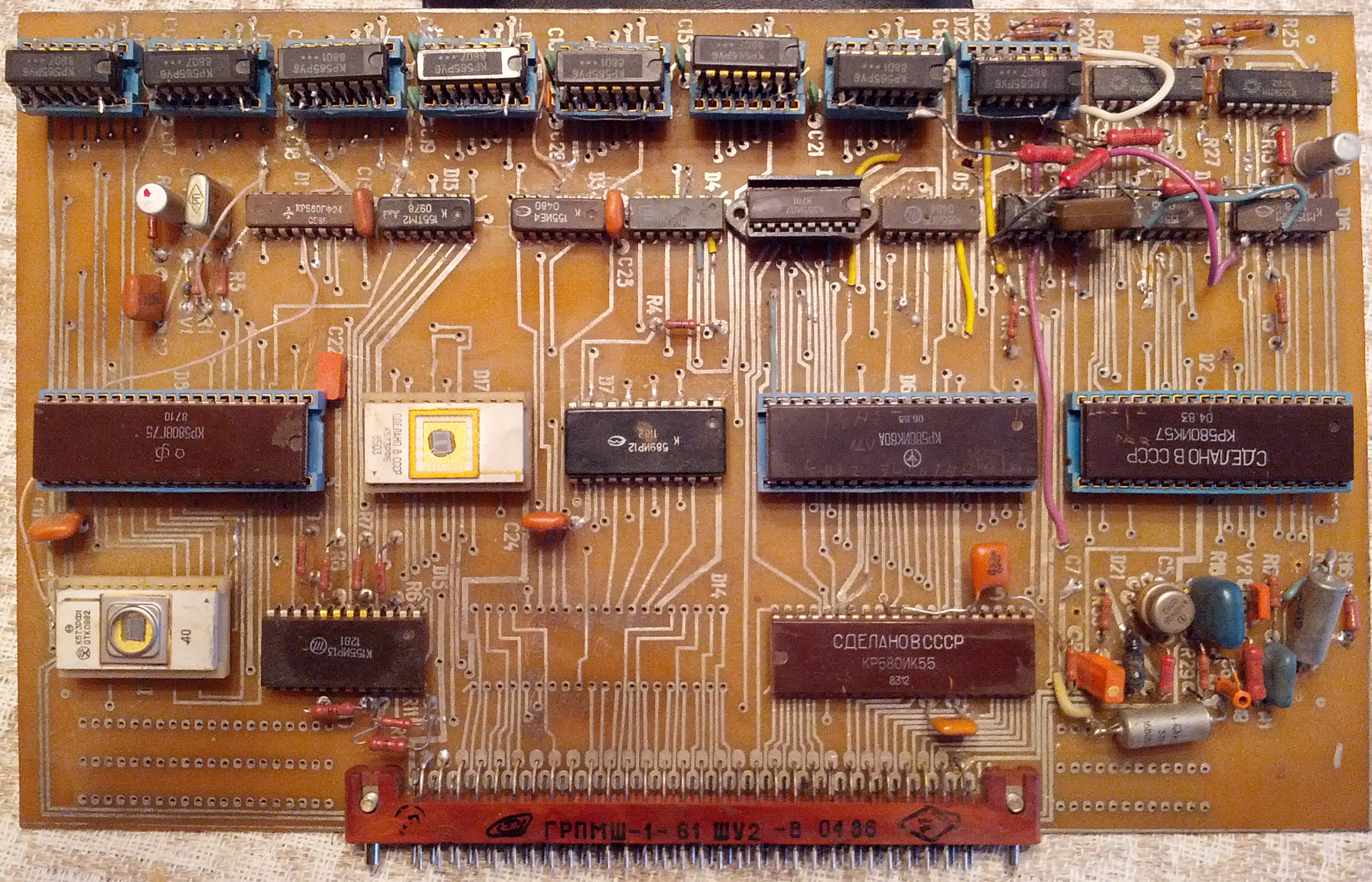
Системна плата Радіо 86РК версії 16 КіБ ОЗП. Самостійно дороблена до 32 Кіб (ІМС ОЗП встановлено одна на одну). На платі відсутня ІМС додаткового порту вводу-виводу.

Радіо 86РК — саморобний 8-розрядний домашній комп'ютер, схема якого вперше була опублікована в журналі «Радіо» № 4-6/1986 р. Автори статті — Д. Горшков, Г. Зеленко, Ю. Озеров, С. Попов.
У статтях було надано електричні принципові схеми, фотошаблони друкованих плат, лістинги (у двійковому коді) системних та деяких прикладних програм, поради з налагодження.
Попередником цього РК є Мікро-80, про який також було опубліковану серію статей у журналі Радіо. Радіо-86РК частково сумісний на програмному рівні з Мікро-80.

## Технічні характеристики
- Мікропроцесор К580ИК80 (КР580ВМ80А) — радянський аналог Intel 8080, тактова частота 1,78 МГц.
- Оперативна пам'ять 16 КіБ або 32 КіБ (в залежності від модифікації).
- Постійна пам'ять 2 КіБ (містила програму резидентного монітора)
- Алфавітно-цифрова клавіатура була вбудована, латинська розкладка JCUKEN. Містила 66 клавіш та 2 світлодіодних індикатори — індикатор мови «РУС/ЛАТ» та індикатор (пасивний) наявності живлення. Обробка натискань програмна. Електричний стан контактів клавіш клавіатури та сигнальний індикатор було під'єднано до мікросхеми КР580ВВ55 (три двонаправлених 8-розрядних паралельних порти).
- Відеосистема на основі контролера алфавітно-цифрового терміналу КР580ВГ75 працювала тільки у текстовому режимі (25 рядків по 64 знакомісця). Знакогенератор вміщував лише 127 символів, тому усі букви були великими.
- Звукова підсистема примітивна. До виводу дозволу переривання процесора було під'єднано п'єзокерамічний випромінювач. Звук генерувався програмно командами процесору EI/DI.
- Додатковий паралельний багатоцільовий порт вводу-виводу на мікросхемі КР580ВВ55 (аналог Intel 8255).
- Зовнішня пам'ять: магнітофон, ROM-диски(плати з додатковими мікросхемами постійної пам'яті, які під'єднувалися до додаткового порту вводу-виводу та підтримувалися вбудованим ПЗ — аналоги картриджів ігрових консолей).

## Апаратні модифікації та під'єднання додаткової периферії
- Дві версії апаратної системи з різним об'ємом ОЗП: 16 або 32 КіБ.

- Заміна ІМС контролера алфавітно-цифрового терміналу КР580ВГ75 (через її дефіцит на ринку у той час) схемою на дискретних ІМС з модифікацією вбудованого ПЗ.[1]

- ROM-диск з програмним забезпеченням.[2]

- Тактова частота може бути збільшена до номінальної (2,5 МГц) шляхом додавання у схему окремого тактового генератора для ЦП.[3]

- Контролер накопичувачів на гнучких магнітних дисках 5.25". Контролер містив вбудовану дискову операційну систему.[4]

- Контролер послідовного інтерфейсу на базі ІМС КР580ВВ51.
- Багатоканальний програмований таймер на мікросхемі КР580ВИ53.
- Декілька варіантів підключення програматорів ПЗП.

## Програмне забезпечення
Програмне забезпечення РК можна поділити на вбудоване (записане на ПЗП системної плати або додаткових плат) та те, яке завантажується до оперативної пам'яті з зовнішніх носіїв (магнітної стрічки, дискет).
Для Радіо-86РК було розроблено як розважальниі (ігри), так і прикладні програми. Деякі з них було портовано з Мікро-80 або інших комп'ютерів з i8080-сумісним процесором.
Програми передавалися у вигляді лістингів (більшість у машинному коді, які можна було ввести з клавіатури), на аудіокасетах. На початку 1990-х років було розроблено схему контролеру накопичувача на гнучких магнітних дисках, та просту дискову операційну систему. У наш час ПЗ для цього РК можливо знайти у файлах-образах.
Через відсутність централізованого поширення та великих комп'ютерних мереж для майже всього програмного забезпечення цього комп'ютера характерна наявність різних версій, які складно одну від одної відрізнити.

### Вбудовані програми, монітор

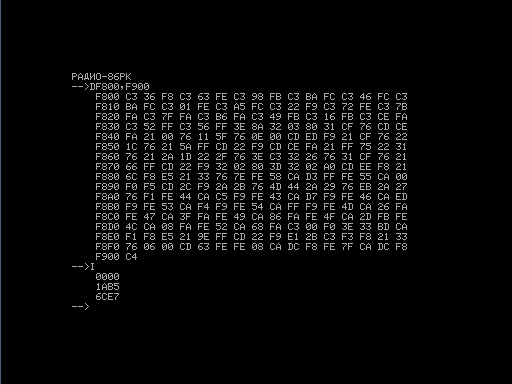
Знімок екрану системного монітору Радіо-86РК у емуляторі Emu80

Було дві версії монітора для апаратних модифікацій з різним об'ємом оперативної пам'яті. Відрізнялися внутрішньою структурою і розподілом простору пам'яті.
Монітор дозволяв:
- переглядати та редагувати вміст комірок пам'яті з клавіатури (більшість ПЗ друкувалося у журналах у вигляді лістингів);
- розрахунок контрольної суми блоку даних у оперативній пам'яті;
- завантажувати блоки даних з магнітофона і записувати дані на магнітофон;
- копіювати блоки даних з постійної («ROM-диск») до оперативної пам'яті: директива R, формат R<адр1>,<адр2>,<адр3> , де адр1, адр2 — початкова та кінцева адреси блоку даних у ROM-диску, адр3 — адреса, куди треба скопіювати блок;
- запускати двійкову програму за вказаною адресою у просторі пам'яті.

### Редактори
- Редактор пам'яті (вмісту пам'яті у шістнадцятковому коді) DUMPCOR. Також у самому журналі радіо було оголошено конкурс на створення більш якісної альтернативи для цієї програми.[5]

- Текстовий редактор МІКРОН. Його версії також включалися до комплексу ПЗ розробки програм на мові асемблера та макроасемблера.

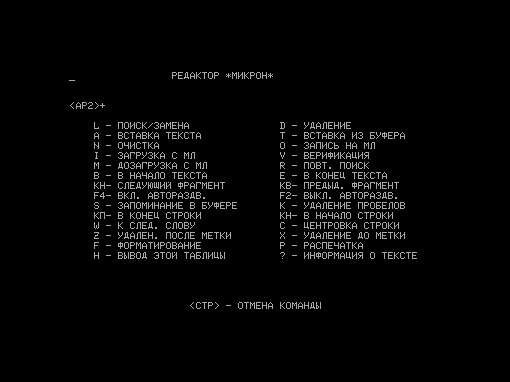
Знімок екрану редактора Мікрон для Радіо-86РК, запущеного у емуляторі Emu80

### Інтерпретатори мови BASIC
У час створення та існування Радіо-86РК серед його користувачів була популярна мова програмування BASIC. Тому існувало декілька реалізацій інтерпретатора Бейсік. Деякі реалізації мали відмінності у машинному коді відповідно до об'єму ОЗП.
- *РАДИО-86РК* BASIC, який був перший опублікований у журналі «Радіо».
- BASIC *МИКРОН*
- BASIC для РК Мікро-80 зі зміненим машинним кодом[6]

### Інші високорівневі мови програмування
- «Язык C», Saratov Best-C Compiler. СГУ, Физика-1989, Коваленко Д. И.[7]
- «Язык Форт. Форт-Система ЛС-1. НИИСЧЕТМАШ ЛГУ», Лейди-Софт, 1986.[7]

## Клони Радіо-86РК
- Мікроша
- Електроніка КР-01/02/03/04
- Кріста
- Апогей БК-01
- Спектр-001
- Партнёр 01.01